# 約瑟夫·科瓦里克
約瑟夫·科瓦里克（1992年11月4日—）是一位斯洛伐克網球運動員。他現在參加ATP挑戰賽的賽事。2015年6月8日，他達到自己的ATP最高排名，為第190位。